# Centaurea bourgaei
Centaurea bourgaei — вид квіткових рослин айстрових (Asteraceae). Місцевий ареал цього виду — Східні Егейські острови та Південна Туреччина.

## Морфологічна характеристика
Багаторічна рослина 5–10 см. Листки сіро-павутинні, черешкові, ліроподібні, сегменти віддалені, маленькі, довгасті, кінцевий сегмент яйцювато-ромбічний, тупий. Квіткові голови одиночні. Квітки блідо-червоні. Період цвітіння: весна, початок літа.

## Середовище
Населяє скелясті схили.